# Аберавон
Абера́вон (англ. Aberavon, валл. Aberafan) — місто в графстві Ніт-Порт-Толбот, Уельс, Велика Британія. Стоїть на річці Ейвон. На півдні від міста затоки Суонсі. За 30 км на північний захід розташований Кардіфф. У місті є залізничний вокзал і невеликий порт. За даними перепису населення 2011 року населення міста становить 5452 чоловік.

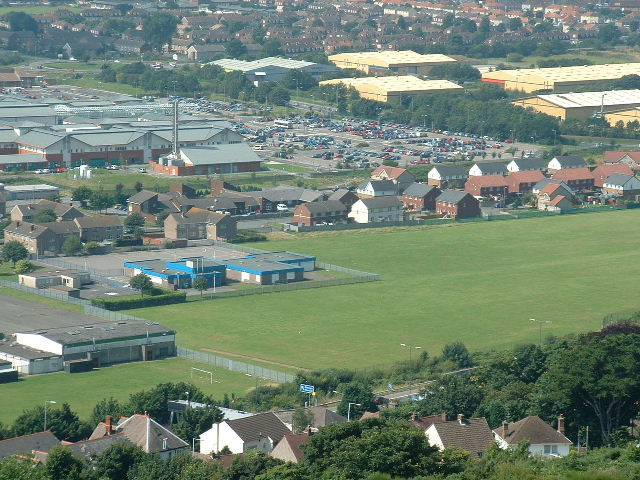